# Pedro Muvdi
Pedro Mary Muvdi Arangüena (Barranquilla, 20 de octubre de 1963) es un político colombiano.
Fue representante a la cámara por el departamento del Cesar y senador de la república por el Partido Liberal. Desde 2014, Muvdi está cobijado con medida de aseguramiento con detención preventiva, por sus presuntos nexos con el Bloque Norte de la extinta agrupación paramilitar ilegal, Autodefensas Unidas de Colombia (AUC).

## Familia
Sus ancestros árabes migraron a Colombia procedentes del Medio Oriente e Inglaterra y se instalaron en la ciudad de Barranquilla. La familia se dedicó al comercio entre Maicao y Valledupar, con varios almacenes de ropa y variedades.
Pedro es hermano de Bony, Gabriel y Karin Muvdi Arangüena.
Muvdi está casado con Libia Esther Anillo Gechem con quien tiene dos hijos; Fadia y Fawzi Muvdi Anillo. La familia tiene una empresa llamada Inversiones Muvdi Anillo y Compañía SCS.
Su hija Fadia está casada con Hernando Enrique Molina Carvajal, hijo del exgobernador del Cesar, Hernando Molina Araújo, quien fue condenado por parapolítica.

## Educación
Aunque en su hoja de vida decía que había estudiado y se había graduado de arquitecto en 1990 de la Universidad de la Costa en Barranquilla, la Procuraduría le abrió investigación el 16 de diciembre de 2007, a Muvdi por la falsificación del documento de grado que usó para acreditar y poder posesionarse como subdirector del DRI. Muvdi además aseguró que cursó y aprobó estudios de postgrado en Alta Dirección del Estado en la Escuela Superior de Administración Pública (ESAP). En su aplicación a la ESAP, Muvdi mostró documentos de la Universidad Autónoma del Caribe, en Barranquilla, que mostraban que Muvdi había cursado y reprobado el primer semestre de arquitectura en 1983. Sin embargo, la Corte Suprema archivó la investigación y no fue determinado al público si Muvdi es graduado de arquitectura o no.

## Trayectoria
Muvdi fue víctima de secuestros extorsivos; Estuvo secuestrado por guerrilleros del Frente 41 de las FARC, luego fue raptado por guerrilleros del Frente 6 de diciembre del ELN y finalmente en 2002, paramilitares de las Autodefensas Unidas de Colombia (AUC) lo plagiaron temporalmente.

### Senador de la república (2003)
Muvdi fue senador de la república en reemplazo de Vicente Blel Saad entre el 1 de septiembre de 2003 al 30 de septiembre de 2003. Luego fue subdirector y director general del Fondo de Cofinanciación para la Inversión Rural (DRI).

### Representante a la Cámara por el Cesar (2006-2010)
Tras las elecciones legislativas de marzo de 2006, Muvdi fue elegido representante a la cámara por el departamento del Cesar, a pesar de que su mayor votación la obtuvo en el departamento de Bolívar con un total de 25.045 votos. Se posesionó el 20 de julio de 2006 y completó su periodo el 19 de julio de 2010.
Muvdi, enfocó su trabajo legislativo en el impulso de proyectos de desarrollo y planes de preservación del medio ambiente:
- Creación de una corporación autónoma que se encargue exclusivamente de la recuperación y preservación de la Ciénaga de Zapatosa.
- Creación de una sobretasa ambiental, que sería aplicada a las empresas explotadoras de minerales y material de arrastre, las cuales estarían obligadas a invertir mayores recursos en la recuperación de ciénagas, ríos, humedales y acuíferos.
- Impulsar la creación del ‘cemento social’ para promover en mayores proporciones la construcción de viviendas de interés social.
- Modificación de los artículos 51 y 52 de la Ley 141 de 1994 o ‘ley de escalonamiento’, para que los municipios afectados por la explotación del carbón reciban mayores recursos de regalías.
- Flexibilización de los recursos de regalías, para que puedan ser invertidos en otros sectores de bienestar social.
- Impulso del proyecto ‘Represa de Los Besotes’.
- Modificación de la Ley de Fronteras, para implementar mecanismos que permitan, entre otros propósitos, frenar la comercialización ilegal de combustible.

Según el representante Muvdi, su familia fue objeto de varias amenazas, datos que le fueron informados a él por un jefe paramilitar de alias 'Chocolate'. Según Muvdi, su familia fue amenazada el 7 de diciembre de 2006, el 7 de abaril y el 26 de mayo de 2007. Luego, el 17 de junio del mismo año, la vivienda del representante Muvdi fue objeto de una atentado sicarial, en el que varios disparos impactaron la casa del congresista en la ciudad de Valledupar.
Como congresista y jefe del liberalismo en el Cesar, Muvdi apoyó candidatos de su colectividad para llegar cargos locales. Tras la destitución del alcalde de Valledupar, Rubén Carvajal en 2009, fue encargado de la administración el arquitecto Carlos García Aragón, mientras nuevas elecciones atípicas para elegir alcalde se llevaban a cabo. Muvdi apoyó al candidato liberal Luis Fabián Fernández. Tras una serie de denuncias de corrupción en las concesiones del municipio de Valledupar contra varios alcaldes, el periodista Carlos Quintero Romero dijo que Muvdi tenía intereses en estas lesivas y multimillonarias concesiones que desangraban el erario de la ciudad. El dueño de las concesiones era el controversial empresario Alfonso 'El turco' Hilsaca, quien según el periodista Quintero era muy cercano a Muvdi. Para defenderse, Muvdi por su parte acusó al hermano del periodista Quintero, el aspirante a la alcaldía de Valledupar Eloy Quintero Romero de tener nexos con un narcotraficante que fue accionista de la empresa Carboandes en la que Quintero también tenía participación. Además, sostuvo que "no había garantías electorales" debido a que el alcalde encargado García Aragón también tenía vínculos previos a Carboandes. Fernández ganó las importantes elecciones a la alcaldía de Valledupar, con las que Muvdi buscaba garantizar el apoyo para su reelección a la cámara de representantes.

### Representante a la Cámara por el Cesar (2010-2014)
Debido a la presunta falsificación de su diploma universitarios y la declaración del paramilitar de las AUC, alias 'Centella' en 2009, el aval otorgado por el candidato presidencial liberal, Rafael Pardo para la reelección de Muvdi a la Cámara de representantes causó polémica. El clan Gnecco Cerchar, pretendía también el aval del partido liberal, postulando a Luz Marina "Muma" Gnecco, prima del exgobernador del Cesar, Lucas Gnecco Cerchar y además cercana a Piedad Córdoba.
Para las elecciones parlamentarias de 2010, Muvdi fue reelecto a la cámara de representantes con un total de 21.988 votos, votación que por poco no le alcanza para llegar al Congreso.

#### Candidato al senado de la república
Siendo representante a la cámara, Muvdi se postuló como candidato al senado para las elecciones legislativas del 9 de marzo de 2014, en representación del partido liberal y con el apoyo del presidente Juan Manuel Santos y el expresidente liberal, César Gaviria. Sin embargo, Muvdi fue capturado en medio de la campaña por nexos con organizaciones criminales paramilitares. 
Sobre la captura, el presidente del partido liberal Simón Gaviria, aseguró que pese a las acusaciones por paramilitarismo, el Partido Liberal no le negó el aval al senado a Muvdi por ser representante a la cámara y no tenía en el momento condena o incursión en doble militancia partidista.

### Investigación por vínculos con paramilitares
La Corte Suprema de Justicia abrió investigaciones el 8 de junio de 2011 contra Muvdi Arangüena tras declaraciones dadas a la Fiscalía por ex paramilitares que lo asociaron con grupos paramilitares al margen de la ley, liderados por el paramilitar Rodrigo Tovar Pupo, alias 'Jorge 40'. En declaraciones a la Fiscalía, el exparamilitar de las AUC, John Jairo Hernández, alias 'Daniel Centella' sindicó a Muvdi de haber sido "amigo íntimo del comandante 39", alias relacionado con David Hernández, jefe de esa organización delincuencial. La Fiscalía 25 Especializada envió el Oficio n.º 6003 del 8 de junio de 2011 a la Corte Suprema de Justicia con las declaraciones de los desmovilizados Jeiner Herrera De la Hoz y Moisés Andrade Racines del frente Mártires del Cesar de las AUC.

### Retención en Israel
Muvdi fue retenido por militares de Israel el 11 de noviembre de 2012, junto a ocho congresistas colombianos que realizaban una gira por el Medio Oriente. Algunos de estos congresistas colombianos eran de ascendencia árabe y trataron de cruzar de Jordania hacia Cisjordania en misión diplomática. Muvdi viajaba con Fabio Amín, Jimmy Sierra, Mario Suárez, Arleth Casado, Lidio García, Joaquín Camelo y David Barguil, acompañados del periodista del diario El Espectador, Daniel Salgar. Tras el incidente Muvdi presentó una queja formal ante la embajada de Israel en Bogotá.

### Captura por vínculos con paramilitares
El 23 de enero de 2014, Tras un fallo de la Sala de Casación Penal de la Corte Suprema, Muvdi Aranguena fue capturado por el delito de "concierto para delinquir" y "vínculos con paramilitares". La captura se llevó a cabo en Valledupar por agentes del CTI de la Fiscalía que luego lo trasladaron a Bogotá para que rindiera indagatoria por sus nexos con bandas criminales.
El 25 de enero, los candidatos liberales al congreso, Nerio Alvis Barranco, Jader Fonseca Jalkh, Basilio Padilla Vásquez y Andrés Arturo Fernández expresaron solidaridad con Muvdi. El 27 de enero, la Corte decidió agregar el testimonio de alias 'Jorge 40’, como testigo al juicio contra Muvdi.
El 4 de febrero, la Sala Penal de la Corte Suprema de Justicia consideró que Muvdi podía obstruir la investigación por paramilitarismo que se adelantaba en su contra y que podría ser un “potencial peligro para la sociedad”, por lo que lo cobijó con medida de aseguramiento y fue enviado a la cárcel. El 12 de febrero, la Corte admitió el testimonio del paramilitar alias 'Daniel Centella' contra Muvdi y programó el juicio en su contra para el periodo entre el 6 y 29 de julio de 2015, además de los testimonios de Adolfo Guevara, alias '101'; Julio Argumedo, Gabino; Jeinner Herrera, alias 'Pringa'; Leonardo Sánchez; alias 'El Paisa' y Édgar Alfredo Rodríguez Pérez. En su testimonio, alias 'Pringa', mencionó una transacción por un monto de $1.500 millones de pesos para un sellar un pacto entre Muvdi y paramilitares de las AUC.
Tras una serie de interceptaciones telefónicas realizadas contra Muvdi y su esposa, a finales de febrero, la Corte Suprema supo que el exrepresentante había salido varias veces de su sitio de reclusión en la Escuela de Carabineros de la Policía Nacional para salir a cenar con amigos a lujosos restaurantes. En una de las comunicaciones Muvdi le dice a su esposa que está fuera de su sitio de reclusión, en un restaurante y que se estaba escondiendo debajo de una mesa para no ser visto por la exsenadora liberal Piedad Córdoba, quien había llegado intempestivamente al lugar y era reconocida contradictora política de Muvdi. Tras el episodio Muvdi fue trasladado a la cárcel La Picota de Bogotá.
El 19 de agosto de 2015, Muvdi acusó al congresista conservador Alfredo Cuello Baute de haber orquestrado las pruebas en su contra que lo habían llevado a la cárcel. Muvdi alegaba que el funcionario encargado de recolectar las pruebas en su contra sostenía una relación sentimental con la hija de uno de los máximos colaboradores de Cuello en la política del departamento del Cesar. Ambos políticos han estado salpicados por el escándalo de la parapolítica, que vinculan a políticos que se beneficiaron de la influencia de bandas criminales en el electorado.
En junio de 2015, tras un allanamiento a la celda y vivienda, las autoridades encontraron pagarén y dinero por un monto de $200 millones de pesos. Los magistrados de la Sala Penal de la Corte Suprema trataron de establecer si tenía relación a sus nexos con el paramilitarismo y por qué la firma de la exalcaldesa del municipio de Pelaya aparecía en los pagarés. También encontraron cheques a nombre de funcionarios de la alcaldía de Carmen de Bolívar (Bolívar) y dos notas firmadas a mano por alias Jorge 40 que decían: "hola senador" y "hola palestino".

### Influencia en elecciones a la alcaldía de Valledupar (2015)
Según la Fundación Paz & Reconciliación, Muvdi apoya la candidatura a la alcaldía de Valledupar del candidato Jaime González Mejía.